# Jack (rapper)
Dylan Klomp (Rotterdam, 20 januari 2000), beter bekend onder zijn artiestennaam Jack en soms ook wel bekend als Trapjack, is een Nederlands rapper.

## Carrière
Sinds 2018 brengt Klomp nummers uit onder zijn artiestennaam Jack. Zijn eerste hitnotering behaalde hij met het nummer Op de weg die hij in april 2019 uitbracht, deze behaalde de 64e plek in de Nederlandse Single Top 100. In de jaren die volgden bracht Jack meerdere nummers uit en werkte samen met artiesten zoals 3robi, Ashafar en Dopebwoy.
In augustus 2019 bracht Jack zijn debuutalbum uit onder de naam Plan A, deze behaalde de derde plek in de Nederlandse Album Top 100.